# Санто-Стефано-Роэро
Санто-Стефано-Роэро (итал. Santo Stefano Roero) — коммуна в Италии, располагается в регионе Пьемонт, в провинции Кунео.
Население составляет 1353 человека (2008 г.), плотность населения составляет 104 чел./км². Занимает площадь 13 км². Почтовый индекс — 12040. Телефонный код — 0173.
Покровителем коммуны почитается святой первомученик Стефан, празднование 26 декабря.

## Демография
Динамика населения:

## Администрация коммуны
- Официальный сайт: http://www.comune.santo-stefano-roero.cn.it/